# Tupou VI
Tupou VI (ʻAhoʻeitu ʻUnuakiʻotonga Tukuʻaho; sinh ngày 12 tháng 7 năm 1959) là quốc vương của Tonga. Ông là em trai và người kế vị của vua quá cố George Tupou V. Ông được chính thức xác nhận bởi anh trai của mình vào ngày 27 tháng 9 năm 2006 là người sẽ thừa kế ngôi vua Tonga, vì anh trai của ông (một người độc thân) không có con hợp pháp. Ông đã đảm nhiệm chức Cao ủy của Tonga ở Australia, và sinh sống ở Canberra cho đến khi vua George Tupou V băng hà ngày 18 tháng 3 năm 2012, khi ʻAhoʻeitu ʻUnuakiʻotonga Tukuʻaho trở thành vua của Tonga, với niên đại ʻAhoʻeitu Tupou VI.
Vua Tupou VI và Hoàng hậu Nanasipau'u đã đăng cơ trong một buổi lễ được tổ chức tại Nhà thờ Centenary ở Nuku'alofa vào ngày 4 tháng 7 năm 2015 bởi Mục sư D'Arcy Wood, một giáo sĩ Đoàn Kết ở Úc, sinh ra ở Tonga. Ông được sự trợ giúp của Mục sư Tiến sĩ 'Ahio và Mục sư Tiến sĩ Tevita Havea, Tổng thống và Tổng thư ký của Nhà thờ Wesley của Tonga. Lễ đăng cơ bao gồm nhiều khách mời quốc tế được mời, và khoảng 15.000 người.